# Kruh pro pěstování dějin umění
Kruh pro pěstování dějin umění byl spolek teoretiků a historiků umění, který existoval od roku 1913 do roku 1960.

## Členové
- Karel Chytil (1857-1934)
- Josef Cibulka (1886-1968)
- Antonín Friedl (1890-1975)
- František Xaver Harlas (1865-1947)
- Jan Hellich (1850-1931)
- Jan Hofman (1883-1945)
- Karel Boromejský Mádl (1859-1932)
- Antonín Matějček (1889-1950)
- Jaroslav Pešina (1912-1992)
- Emanuel Poche (1903-1987)
- Antonín Podlaha (1865-1932)
- Oldřich Stefan (1900-1969)
- Václav Wagner (1894-1962)
- Zdeněk Wirth (1878-1961)
- Josef Wohanka (1842-1931)